# Benthoctopus pseudonymus
Benthoctopus pseudonymus är en bläckfiskart som först beskrevs av Grimpe 1922.  Benthoctopus pseudonymus ingår i släktet Benthoctopus och familjen Octopodidae. Inga underarter finns listade i Catalogue of Life.